# Carles Trias Bertran
Carles Trias Bertran conegut com a Carlos Trias Bertran (Barcelona, 1918 - 14 de setembre de 1969) fou un polític i dirigent falangista català, membre de la burgesia catalana.

## Biografia
Nasqué a Barcelona, fill del dirigent carlí Bartomeu Trias i Comas. El 1930 ingressà a les Joventuts Tradicionalistes i el 1931 fou sotssecretari de Comunió Tradicionalista, que abandonà per ingressar a Falange Española, constituïda oficialment el 16 de juliol de 1934 amb Robert Bassas Figa (cap provincial), José Ribas Seva (cap local de Barcelona), Raimundo Frouchman Roger (secretari local) i Guillermo Vázquez (Primera Línia local). La seu de la Falange a Barcelona s'obrí en un local del carrer Rossic núm. 4, que albergava el Centre d'Esports Olímpics, i fou inaugurada per José Antonio Primo de Rivera el 3 de maig de 1935.
El 1935 Bassas el nomenà secretari territorial, alhora que es llicenciava en dret i en administració pública. La primavera de 1936 fou detingut amb altres dirigents falangistes. Participà en els preparatius del 18 de juliol de 1936 a Barcelona i en el sollevament de la caserna de Pedralbes, tot i que no arribà a temps per participar-hi. Aleshores es va amagar i el novembre de 1936 aconseguí fugir en un vaixell cap a Itàlia, des d'on marxà cap a Burgos. Allí José Ribas el nomenà secretari territorial de la Falange catalana, però el febrer de 1937 ingressà a l'Acadèmia d'Alferes Provisional; fou enviat als fronts de Somosierra i Guadalajara, i el maig de 1938 ingressà a un tabor de Regulares.
El gener de 1939 fou designat regidor de l'Ajuntament de Barcelona i secretari del Movimiento Nacional a Girona el 1939-1941. Declara contra Lluís Companys al consell de guerra de el 14 d'octubre de 1940 i nou dies després va rebre a Heinrich Himmler a l'aeroport del Prat. El 1942 fou tinent d'alcalde de Barcelona i el 1952 diputat provincial, però el 1955 no aconseguí ser nomenat consejero nacional a causa de l'oposició del governador civil, Felipe Acedo Colunga. El 1957 s'entrevistà personalment amb Francisco Franco, a qui presentà greuges i propostes de solució a la situació de Catalunya. El 1959 fou nomenat comissari general d'Ordenació Urbana de Madrid, on es relacionà amb els ministres tecnòcrates Alberto Ullastres Calvo i Laureà López Rodó. Fou obra seva el Plan General de Ordenación Urbana de Madrid, elaborat amb la col·laboració d'Eduardo García de Enterría i d'altres. El 1967 fou nomenat Consejero Nacional del Movimiento i l'octubre de 1969 fou proposat com a ministre d'Habitatge, però morí sobtadament abans de poder ocupar el càrrec.
Va tenir vuit fills, entre els quals Carlos, Jorge i Eugenio Trias Sagnier tingueren una imatge pública coneguda.

## Sumaríssim 477
L'any 1994 TV3 va estrenar el documental Sumaríssim 477, de la historiadora i guionista Dolors Genovès i Morales, sobre el consell de guerra i consegüent condemna a mort del polític català Manuel Carrasco i Formiguera, diputat en les Corts de la Segona República Espanyola i fundador del partit Unió Democràtica de Catalunya. El consell de guerra va tenir lloc el 28 d'agost de 1937 i Carrasco i Formiguera va ser afusellat el 9 d'abril de 1938. Un dels principals testimonis d'aquell judici va ser Carlos Trias Bertrán i el documental reproduïa textos de la declaració que hi va fer.
Els vuit fills de Trias Bertrán van denunciar l'emissió del documental «per intromissió en el dret a l'honor del seu pare». En primera instància, la justícia va donar la raó als denunciants i obligava a TV3 a fer pública la sentència, a suprimir del documental els fragments que es consideraven que perjudicaven l'honor de Carlos Trias Bertrán i a una indemnització simbòlica de cinc pessetes. L'Audiència Provincial de Barcelona va confirmar la sentència, i els condemnats van presentar recurs de cassació al Tribunal Suprem, que els va donar la raó, tot afirmant en la sentència: «El reportaje emitido por la TV3 es la típica expresión de la libertad de información que proclama el artículo 20.1.d de la Constitución Española, cuya libertad de información no se separa necesariamente de la libertad de expresión que reconoce el mismo artículo 20.1.» Fa referència també a la «llibertat d'investigació històrica» de l'autora del documental. De fet, l'equip que va treballar en el documental va fer una recerca històrica exhaustiva; va consultar nombrosos arxius, públics i privats, i va entrevistar desenes de persones.
Els fills de Trias Bertrán van presentar encara un recurs d'empara al Tribunal Constitucional d'Espanya, que el va desestimar. El 23 de març de 2004, el Tribunal Constitucional emet la seva sentència —de la qual va ser ponent la magistrada María Emilia Casas— que avalava l'actuació de TV3 i la Corporació Catalana de Ràdio i Televisió, i confirmava la sentència dictada per la Sala Primera del Tribunal Suprem.